# 杻田站 (江原特别自治道)
杻田站（：／ Chujeon yeok */?）是位于韩国江原特別自治道太白市禾田洞的一座鐵路站，属于太白线。

## 历史
- 1973年11月10日 - 落成使用。

## 相鄰車站
韓國鐵道公社
太白線
古汗－杻田－太白